# プラサ・デ・カタルーニャ駅
プラサ・デ・カタルーニャ駅（カタルーニャ語: Estació de Plaça de Catalunya、スペイン語: Estación de Plaza de Cataluña）はスペインのバルセロナアシャンプラにある、レンフェ（Renfe）・カタルーニャ公営鉄道（FGC）・バルセロナ交通局（TMB）の鉄道駅。レンフェの駅施設はアディフ（Adif）が管轄する。バルセロナ交通局（バルセロナ地下鉄）のみカタルーニャ駅（カタルーニャ語: Estació de Catalunya、スペイン語: Estación de Cataluña）と呼称される。

## 概要

鉄道事業者ごとの位置

レンフェ（駅施設はアディフ保有）の駅は路線上は220号線上にあり、ルダリアス・デ・カタルーニャやルダリアス・デ・ジローナの電車が停車する。
カタルーニャ公営鉄道（FGC）の駅は路線上はバルセロナ-バリェス線上にあり、6号線・7号線・S1線・S2線の電車が停車する。
バルセロナ交通局（TMB）が運営するバルセロナ地下鉄は1号線・3号線の2路線が乗り入れる。

## 歴史
1863年にカタルーニャ公営鉄道の前身であるサリア鉄道の終着駅として現在のカタルーニャ広場（当時は存在せず）が選ばれ、建設が開始された。ただしサリア鉄道開業前の1924年に先に地下鉄3号線、1926年に地下鉄1号線の駅が開業。サリア鉄道は1929年に開業した。
レンフェの駅は1854年にカタルーニャ広場の南側に終着駅を設けていたが、1932年7月1日に地下化。1977年に当駅とサンツ間を結ぶトンネルが開通し、終着駅の役割はサンツ駅に替わった。駅の老朽化が目立っていたため1983年に改修工事が行われた。

## 駅構造

### レンフェ（アディフ）
カタルーニャ広場の北側の地下に駅施設がある。地下鉄1号線の相対式ホームに挟まれた、島式ホーム1面2線の地下駅。

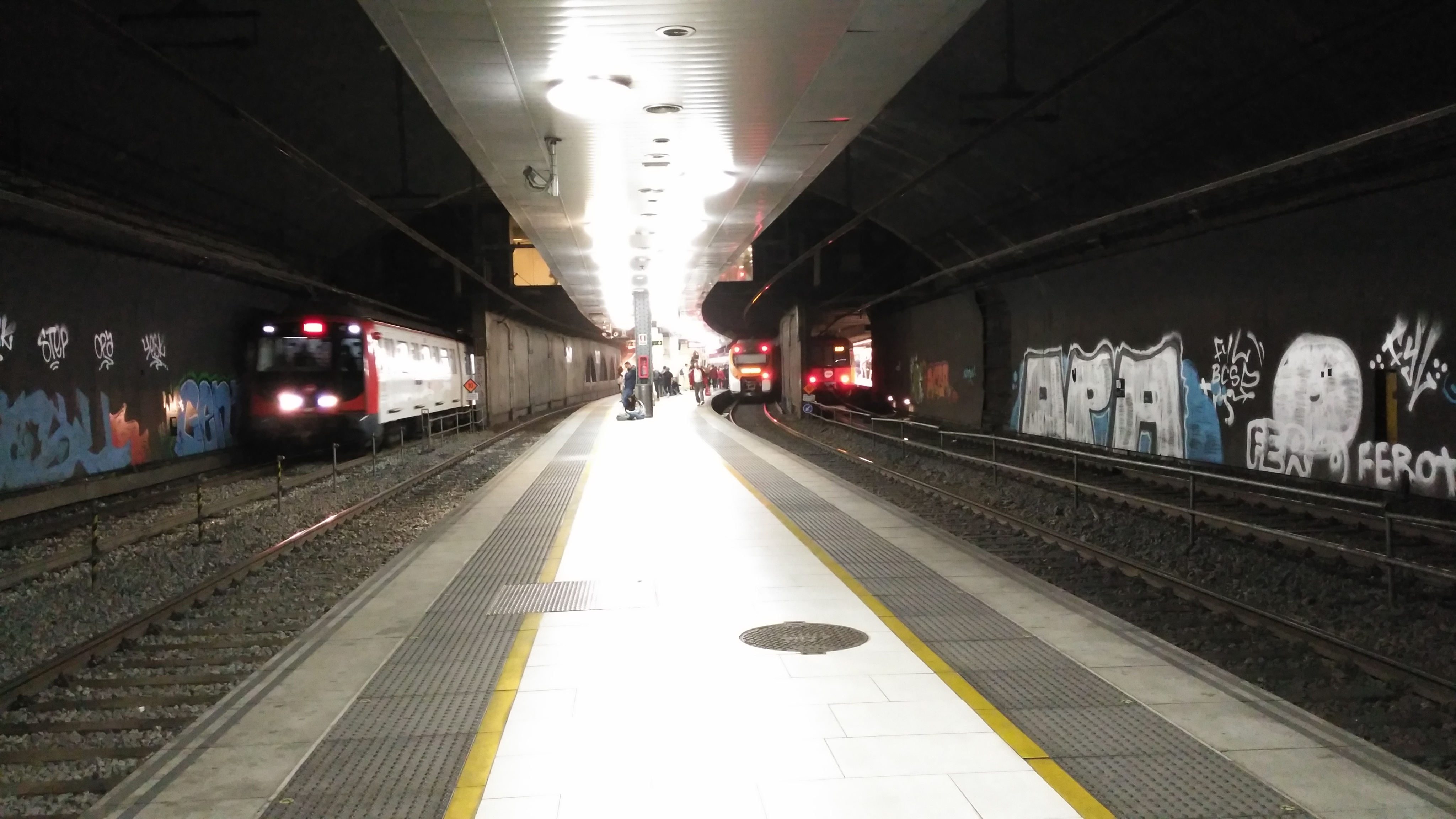
プラットホーム
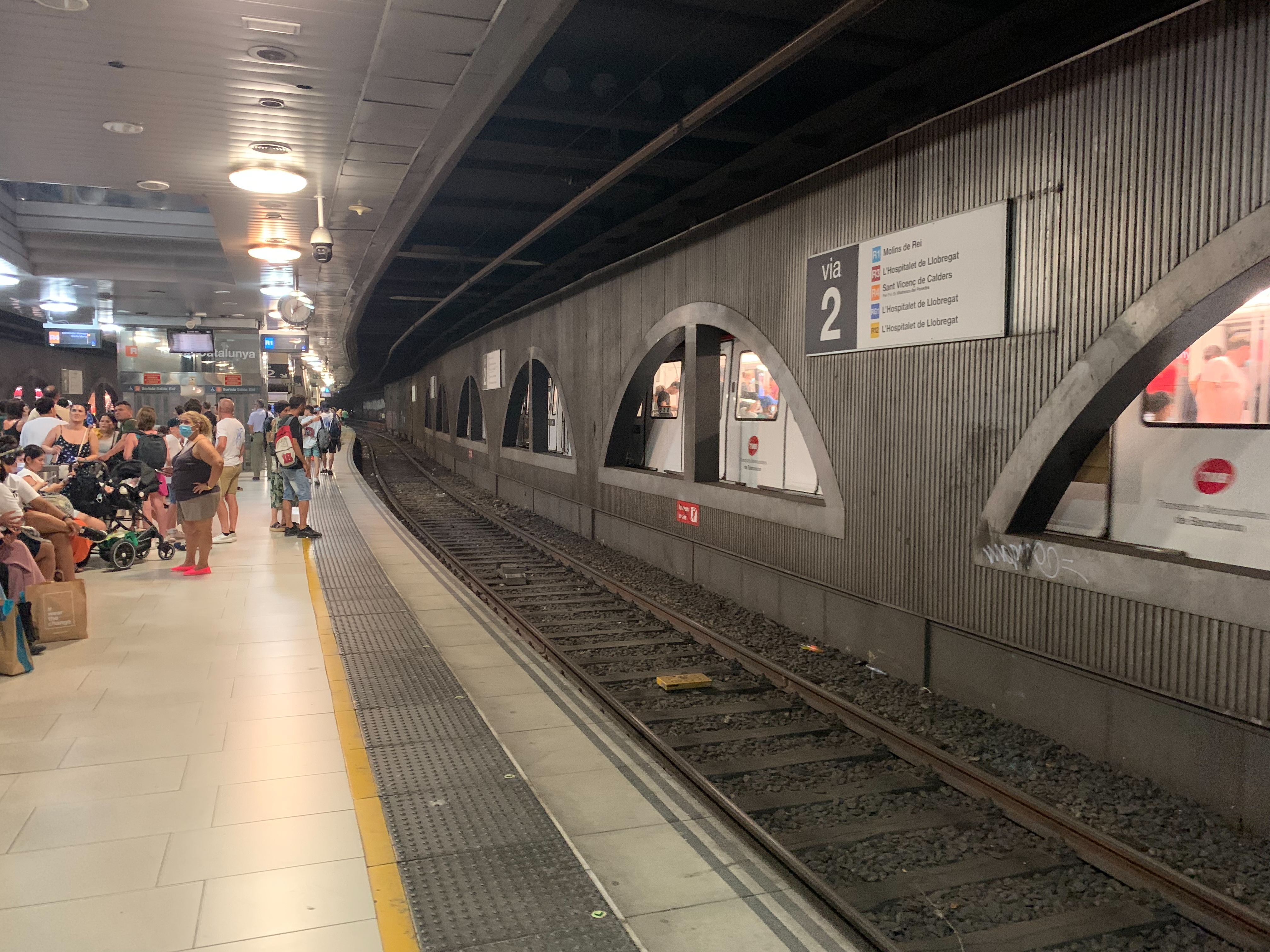
アディフのホームから地下鉄1号線のホームが見える。

### カタルーニャ公営鉄道（FGC）

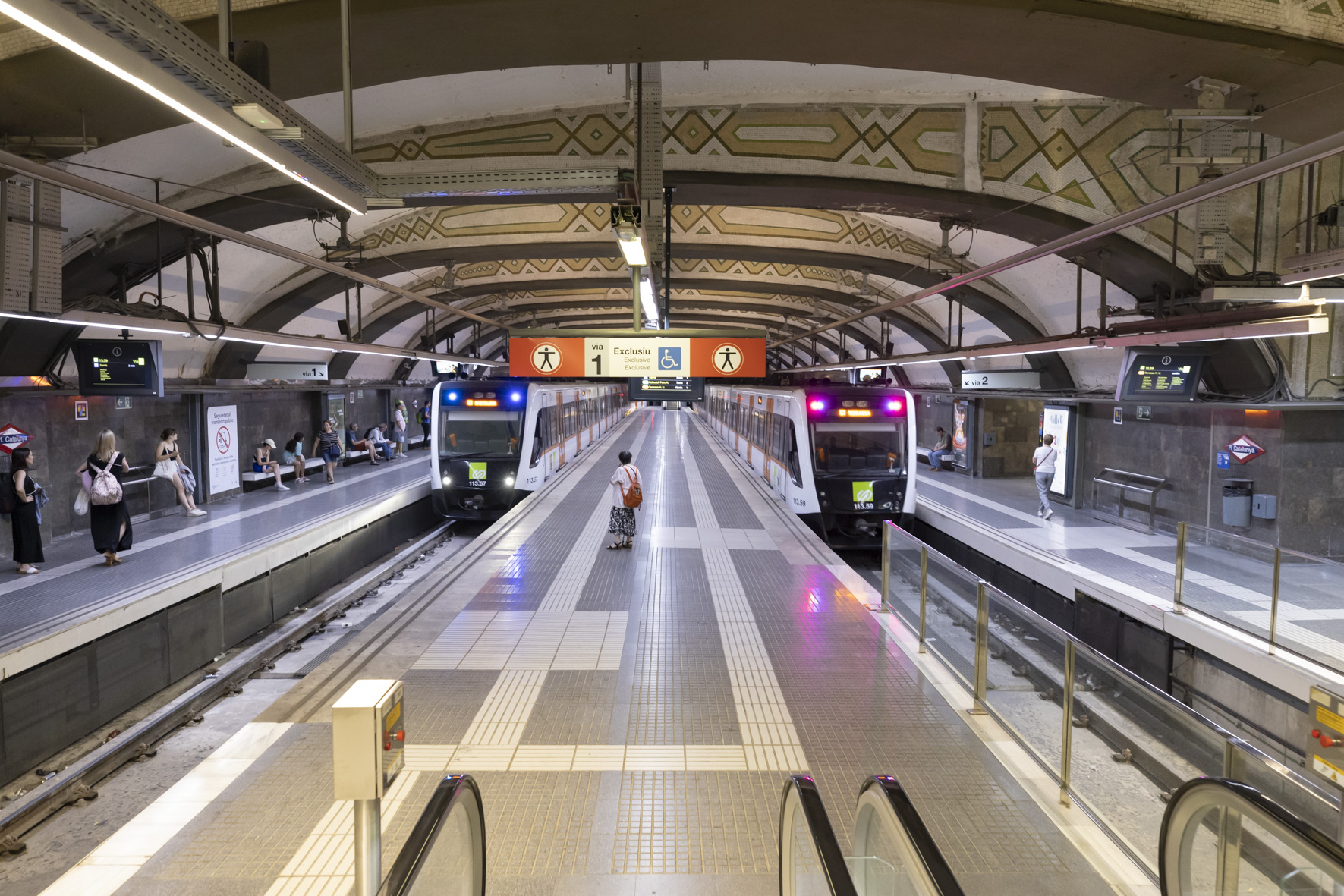
1・2番ホーム
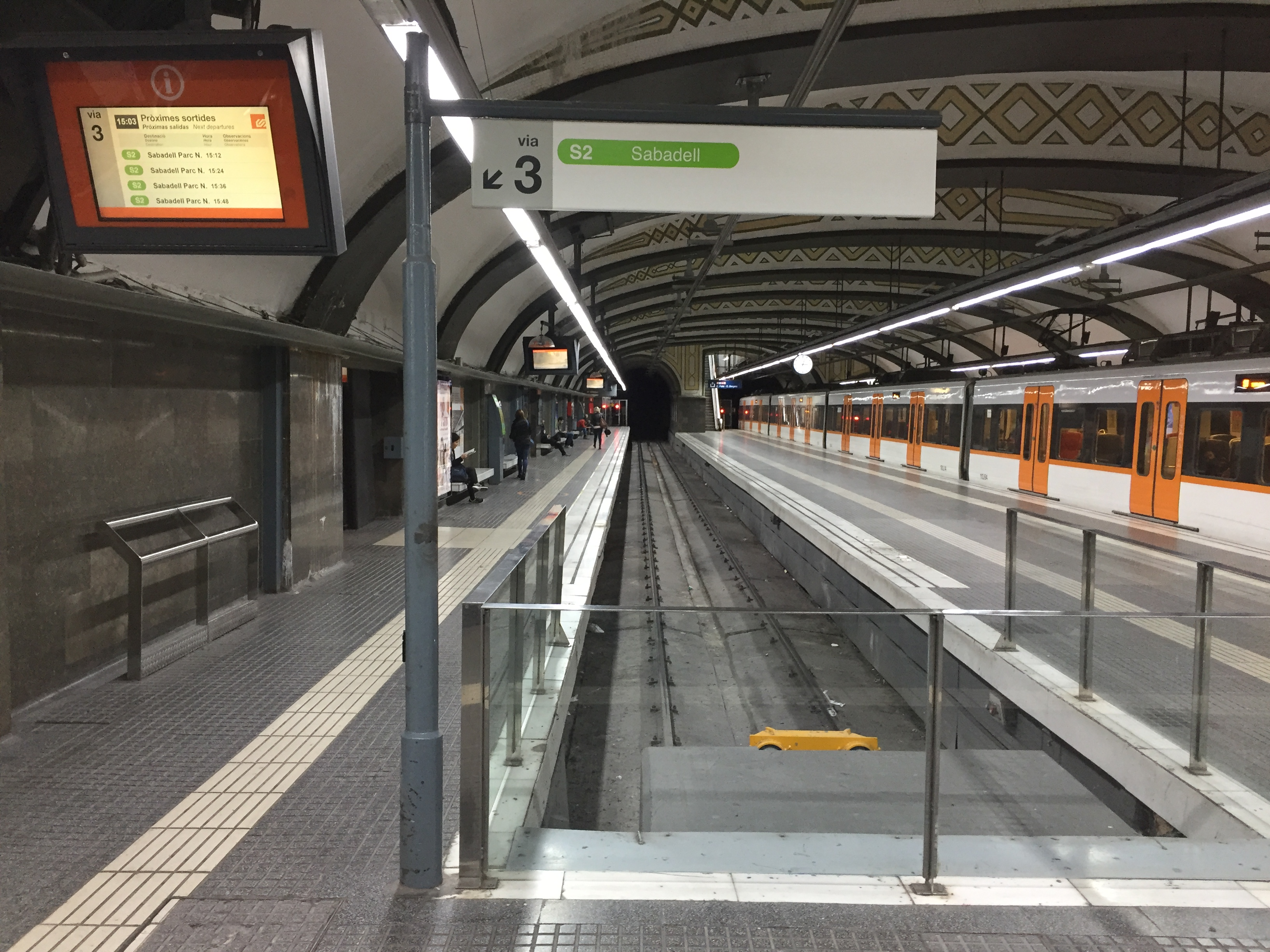
3番ホーム

ペライ通りの地下に駅施設がある、頭端式ホーム6面4線の地下駅。地下駅開業当初は3面2線であったが、後に同じ3面2線が増設されたことから、同一階にスパニッシュ・ソリューション3面2線が壁を挟んで2つ並んでいる構造となっている。スパニッシュ・ソリューションの島式ホーム側が降車用、相対式ホーム側が乗車用に分けられている。
| 番線 | 系統  | 行先                                 |
| ---- | ----- | ------------------------------------ |
| 1    | 6号線 | サリア方面                           |
| 2    | 7号線 | アヴィングーダ・ティビダボ方面       |
| 3    | S2線  | サバデール・パルク・デル・ノルド方面 |
| 4    | S1線  | テラサ・ナシオンス・ウニデス方面     |

- 1・2番ホーム
- 3番ホーム

### バルセロナ交通局（TMB）
地下駅。1号線はカタルーニャ広場の北側にあり、ホームは相対式1面2面を有する。線路と線路の間にレンフェ（アディフ）の島式ホームが挟まっている。
3号線・カタルーニャ広場の地下を斜めに横断し、ホームは相対式2面2線を有する。

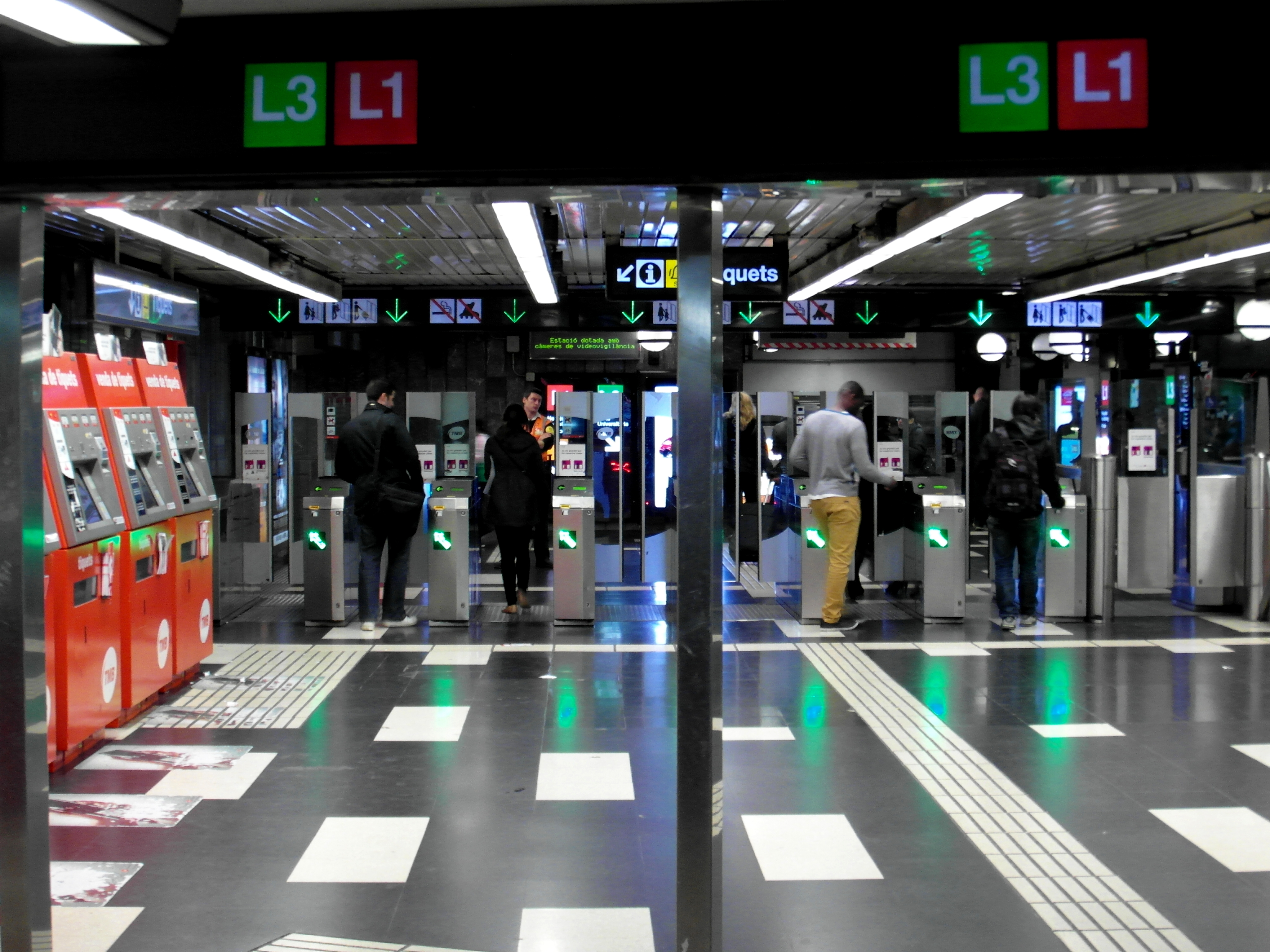
改札口
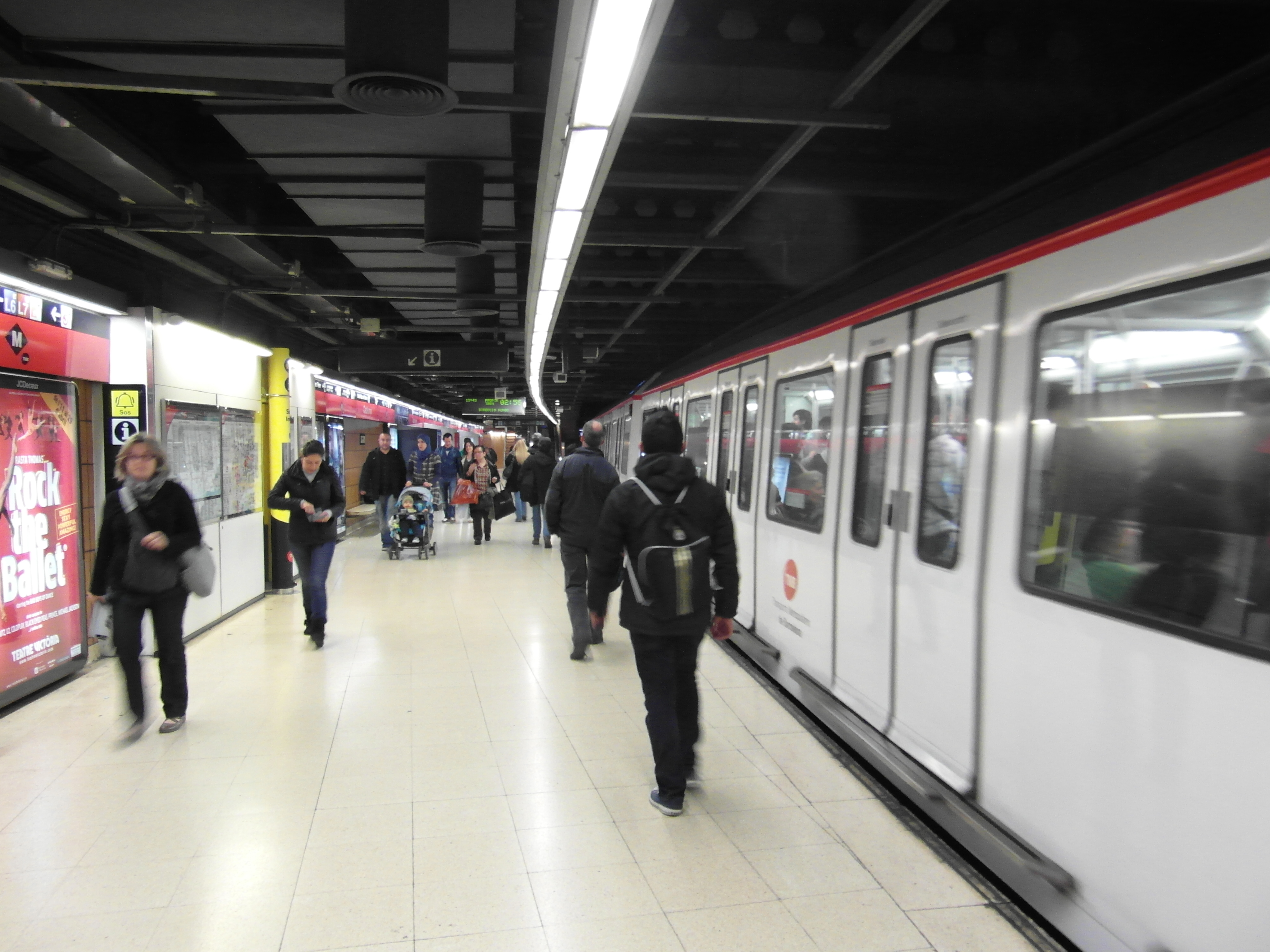
1号線ホーム
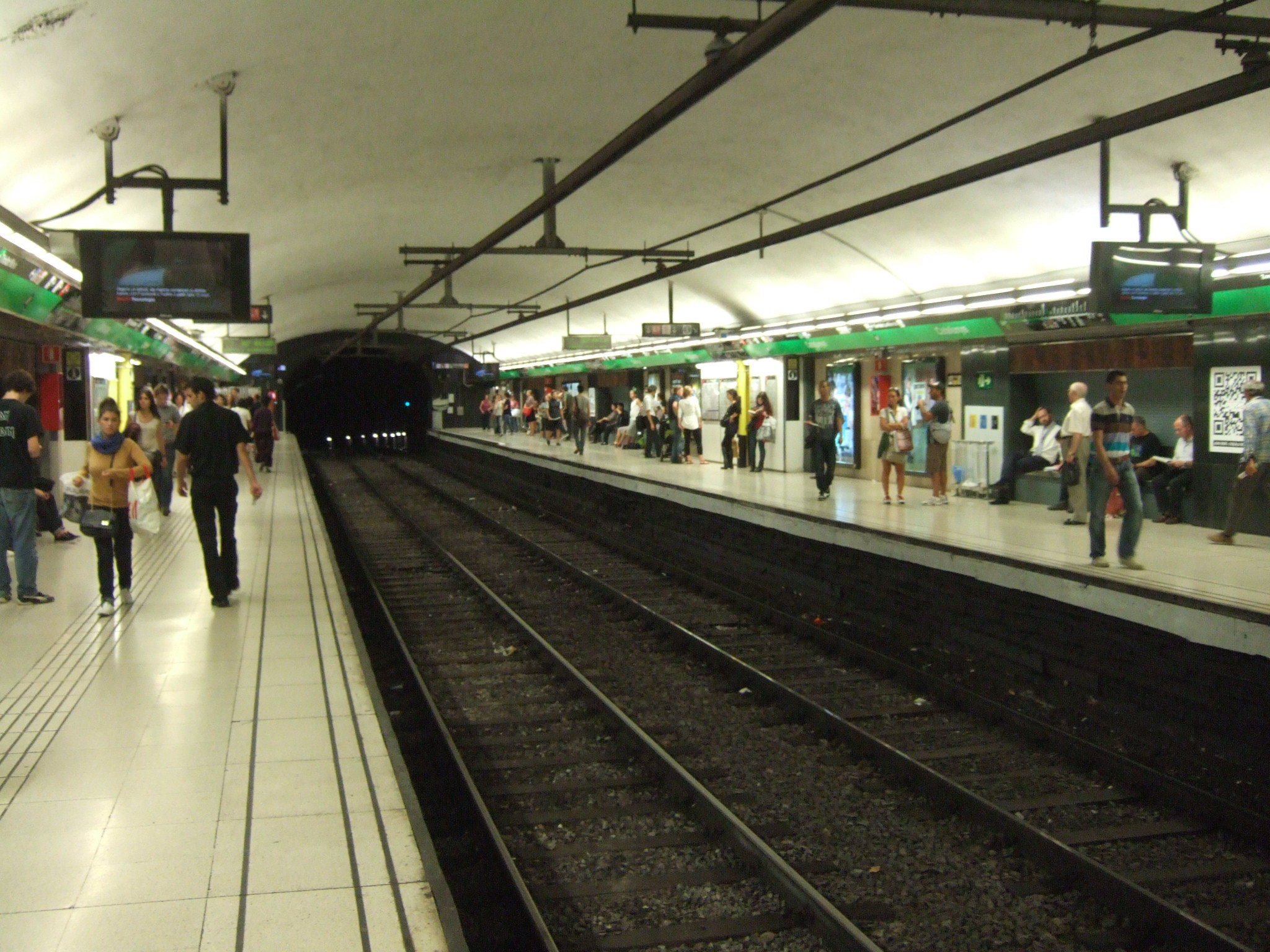
3号線ホーム

## 駅周辺
- カタルーニャ広場

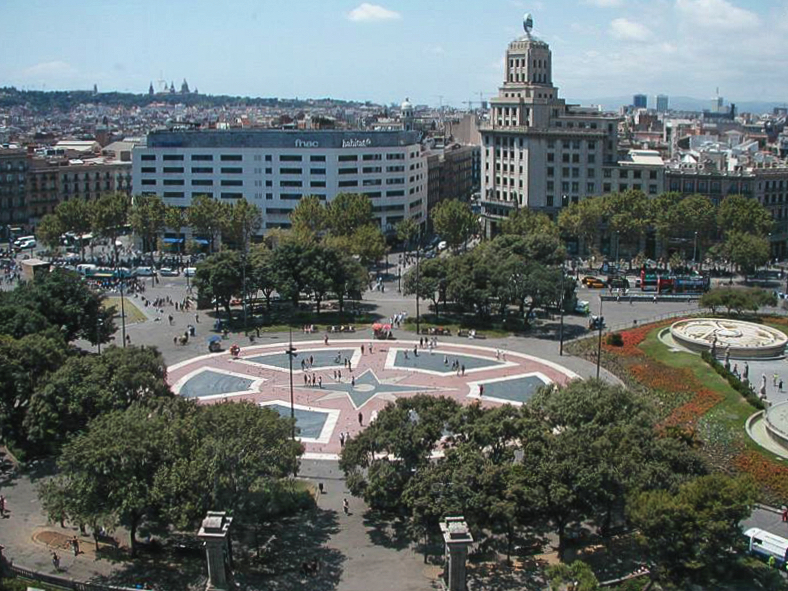
駅名の由来でもあるカタルーニャ広場。広場及び隣接する道路の地下に当駅がある。

- エル・コルテ・イングレス百貨店カタルーニャ広場店（カタルーニャ語版）
- グラシア通り（英語版、カタルーニャ語版、スペイン語版）
- アップルストア
- チボリ劇場（カタルーニャ語版、スペイン語版）
- レゴストア・バルセロナ
- エル・トライアングル・セントレ・コマーシャル（El Triangle Centre Comercial） - ショッピングモール
- ランブラス通り
- カナレタスの泉（英語版、カタルーニャ語版、スペイン語版）
- ポルタル・デ・アンジェル通り（英語版、カタルーニャ語版、スペイン語版）

## 隣の駅
ルダリアス・デ・カタルーニャ
 R1線、 R3線、 R4線
バルセロナ・サンツ駅 - プラサ・デ・カタルーニャ駅 - アルク・デ・トリオンフ駅
ルダリアス・デ・ジローナ
 RG1線
バルセロナ・サンツ駅 - プラサ・デ・カタルーニャ駅 - アルク・デ・トリオンフ駅
カタルーニャ公営鉄道（FGC）
 6号線、 7号線、 S1線、 S2線
プラサ・デ・カタルーニャ駅 - ディアゴナル駅
バルセロナ地下鉄
 1号線
ウニベルシダ駅 - カタルーニャ駅 - ウルキナオナ駅
 3号線
リセウ駅 - カタルーニャ駅 - パセジ・ダ・グラシア駅